# Championnat de Belgique de football de troisième division 1954-1955
Navigation
saison précédente saison suivante
Le Championnat de Belgique de football Division 3 1954-1955 est la 26e édition du championnat de troisième niveau national de football en Belgique. Il conserve le même format que la saison précédente, à savoir deux séries de 16 équipes, qui se rencontrent deux fois chacune pendant la saison. Les deux champions sont promus en Division 2, tandis que les deux derniers de chaque série sont relégués en Promotion.
La Série A est remportée par le KFC Herentals, qui devance son dauphin du Patro Eisden de quatre points en fin de saison. Le Tubantia, relégué de Division 2 la saison précédente, se classe huitième, loin des premiers. Les deux promus de cette série, Bressoux et Montegnée, assurent leur maintien en se classant respectivement onzième et quatorzième. Les deux dernières places de cette série sont occupées par le Patria FC Tongres et le Stade Waremmien, qui descendent donc en Promotion pour la première fois.
En Division 3B, c'est le Racing Club Tournaisien qui l'emporte, avec deux points d'avance sur le Cercle Sportif Brugeois et l'Eendracht Alost. L'autre club de Tournai, l'Union Sportive, relégué de deuxième division, est plutôt concerné par la lutte contre la relégation, et termine seulement douzième. Les deux promus, le KSV Waregem et La Louvière, terminent quant à eux ex æquo à la cinquième place, à seulement cinq points du vainqueur. En bas de classement, les deux positions de relégables reviennent au VG Ostende et à l'Excelsior Sint-Niklaas. Pour le premier cité, c'est une première descente en Promotion, tandis que le second y retourne après deux saisons en troisième division.

## Clubs participants
32 clubs participent à cette édition, soit le même nombre que lors du championnat précédent.
Les clubs dont le matricules est indiqué en gras existent encore en 2014.

### Localisation Série A
| \| Liège: · R. FC Sérésien · R. FC Bressoux · R. Racing FC Montegnée · + · AS Herstalienne SR Tubantia FC Turnhout FC Herentals Willebroek St. Louvain DC Louvain V. Tienen Patro Eisden Tongres Patria FC Waremme Liège UR Namur \| Localisation des clubs engagés en Division 3A 1954-1955 |
| Liège: · R. FC Sérésien · R. FC Bressoux · R. Racing FC Montegnée · + · AS Herstalienne SR Tubantia FC Turnhout FC Herentals Willebroek St. Louvain DC Louvain V. Tienen Patro Eisden Tongres Patria FC Waremme Liège UR Namur                                                               |

#### Participants Série A
| #  | Nom                                              | Mat. | Ville      | Stades                   | En D3 depuis    | Total en D3 | S. précédente     |
| -- | ------------------------------------------------ | ---- | ---------- | ------------------------ | --------------- | ----------- | ----------------- |
| 1  | Koninklijkie Tubantia Football Club              | 64   | Borgerhout | Riviernhof               | 1954-1955 (1re) | 7 saisons   | Division 2 16e    |
| 2  | Royal Football Club Sérésien                     | 17   | Seraing    | stade du Pairay          | 1952-1953 (3e)  | 8 saisons   | 4e Série B        |
| 3  | Royal Stade Louvaniste                           | 18   | Louvain    | ??                       | 1953-1954 (2e)  | 9 saisons   | 11e Série B       |
| 4  | Koninklike Tongerse Sportvereniging Cercle       | 54   | Tongres    | ??                       | 1952-1953 (3e)  | 13 saisons  | 6e Série B        |
| 5  | Koninklijke Patria Football Club Tongeren        | 71   | Tongres    | ??                       | 1936-1937 (16e) | 20 saisons  | 5e Série B        |
| 6  | Association Sportive Herstalienne Société Royale | 82   | Herstal    | ??                       | 1952-1953 (3e)  | 18 saisons  | 2e Série B        |
| 7  | Koninklijke Willebroekse Sportvereniging         | 85   | Willebroek | Henry Pickery            | 1953-1954 (2e)  | 15 saisons  | 6e Série A        |
| 8  | Koninklijke Football Club Herentals              | 97   | Herentals  | ??                       | 1952-1953 (3e)  | 11 saisons  | 3e Série B        |
| 9  | Koninklijke Football Club Turnhout               | 148  | Turnhout   | Villapark                | 1952-1953 (3e)  | 3 saisons   | 9e Série B        |
| 10 | Union Royale Namur                               | 156  | Namur      | stade des Champs-Elysées | 1950-1951 (5e)  | 17 saisons  | 4e Série A        |
| 11 | Royal Stade Waremmien Football Club              | 190  | Waremme    | ??                       | 1949-1950 (6e)  | 17 saisons  | 14e Série B       |
| 12 | Koninklijke Daring Club Leuven                   | 223  | Kessel-Lo  | ??                       | 1952-1953 (3e)  | 17 saisons  | 10e Série B       |
| 13 | Voorwaarts Tienen                                | 3229 | Tirlemont  | ??                       | 1951-1952 (4e)  | 5 saisons   | 12e Série B       |
| 14 | Patro Eisden                                     | 3434 | Eisden     | ??                       | 1950-1951 (5e)  | 5 saisons   | 8e Série B        |
| 15 | Royal Football Club Bressoux                     | 23   | Bressoux   | ??                       | 1954-1955 (1re) | 18 saisons  | 1er Prom. Série B |
| 16 | Royal Racing Football Club Montegnée             | 77   | Montegnée  | ??                       | 1954-1955 (1re) | 16 saisons  | 1er Prom. Série A |

### Série B
| #  | Nom                                            | Mat. | Ville           | Stades             | En D3 depuis    | Total en D3 | S. précédente     |
| -- | ---------------------------------------------- | ---- | --------------- | ------------------ | --------------- | ----------- | ----------------- |
| 1  | Royale Union Sportive Tournaisienne            | 26   | Tournai         | stade G. Horlait   | 1954-1955 (1re) | 18 saisons  | Division 2 15e    |
| 2  | Royal Cercle Sportif Brugeois                  | 12   | Bruges          | stade E. De Smedt  | 1946-1947 (3e)  | 3 saisons   | 7e Série A        |
| 3  | Koninklijke Vanneste Genootschap Oostende      | 31   | Ostende         | ??                 | 1951-1952 (4e)  | 17 saisons  | 8e Série A        |
| 4  | Royal Racing Club Tournaisien                  | 36   | Tournai         | Drève de Maire     | 1949-1950 (6e)  | 19 saisons  | 3e Série A        |
| 5  | Royal Albert Elisabeth Club Mons               | 44   | Mons            | stade Ch. Tondreau | 1952-1953 (3e)  | 23 saisons  | 10e Série A       |
| 6  | Royal Football Club Renaisien                  | 46   | Renaix          | Parc Lagache       | 1953-1954 (2e)  | 7 saisons   | 12e Série A       |
| 7  | Royal Cercle Sportif La Forestoise             | 51   | Forest          | stade communal     | 1953-1954 (2e)  | 5 saisons   | 13e Série B       |
| 8  | Royal Club Sportif Schaerbeek                  | 55   | Schaerbeek      | Parc Josaphat      | 1947-1948 (8e)  | 12 saisons  | 7e Série B        |
| 9  | Koninklijke Athletische Vereniging Dendermonde | 57   | Termonde        | ??                 | 1952-1953 (3e)  | 17 saisons  | 13e Série A       |
| 10 | Koninklijke Sportclub Eendracht Aalst          | 90   | Alost           | Bredestraat        | 1951-1952 (4e)  | 7 saisons   | 2e Série A        |
| 11 | Royal Sporting Club Boussu-Bois                | 167  | Boussu          | ??                 | 1948-1949 (7e)  | 8 saisons   | 5e Série A        |
| 12 | Koninklijke Football Club Vigor Hamme          | 211  | Hamme           | ??                 | 1952-1953 (3e)  | 5 saisons   | 11e Série A       |
| 13 | Royal Excelsior Athletic Club Sint-Niklaas     | 239  | St-Nicolas/Waas | ??                 | 1953-1954 (2e)  | 12 saisons  | 14e Série A       |
| 14 | Sportkring Beveren-Waas                        | 2300 | Beveren         | Freethiel          | 1949-1950 (6e)  | 6 saisons   | 9e Série A        |
| 15 | Royale Association Athlétique Louviéroise      | 93   | La Louvière     | ??                 | 1954-1955 (1re) | 14 saisons  | 1er Prom. Série C |
| 16 | Koninklijke Sportvereniging Waregem            | 4451 | Waregem         | Gaverbeek          | 1954-1955 (1re) | 5 saisons   | 1er Prom. Série D |

### Localisation Série B
| \| VG Oostende Waregem CS Brugeois Beveren St-Nicolas Hamme Termonde Aalst Schaerbeek La Forestoise FC Renaisien US Tournai RC Tournai Boussu Mons La Louvière \| Localisation des clubs engagés en Division 3B 1954-1955 |
| VG Oostende Waregem CS Brugeois Beveren St-Nicolas Hamme Termonde Aalst Schaerbeek La Forestoise FC Renaisien US Tournai RC Tournai Boussu Mons La Louvière                                                               |

## Résultats et Classements
- Le nom des clubs est celui employé à l'époque

Légende
- Clubs champions et promus en Division 2 la saison suivante
- Clubs relégués en Promotion la saison suivante

Abréviations
 : club relégué de « Division 2 » depuis la saison précédente
 : Clubs promus de « Promotion » depuis la saison précédente

### Classement final - Division 3A
| Rang | Équipe                  | Pts | J  | G  | N  | P  | Bp | Bc | Diff |
| ---- | ----------------------- | --- | -- | -- | -- | -- | -- | -- | ---- |
| 1    | K. FC HERENTALS         | 44  | 30 | 17 | 10 | 3  | 63 | 28 | +35  |
| 2    | Patro Eisden            | 40  | 30 | 16 | 8  | 6  | 76 | 48 | +28  |
| 3    | K. Tongersche SV Cercle | 39  | 30 | 16 | 7  | 7  | 70 | 51 | +19  |
| 4    | R. FC Seraing           | 36  | 30 | 15 | 6  | 9  | 56 | 41 | +15  |
| 5    | UR Namur                | 34  | 30 | 14 | 6  | 10 | 61 | 49 | +12  |
| 6    | K. FC Turnhout          | 33  | 30 | 12 | 9  | 9  | 48 | 43 | +5   |
| 7    | K. Willebroekse SV      | 33  | 30 | 14 | 5  | 11 | 69 | 59 | +10  |
| 8    | K. Tubantia FC          | 32  | 30 | 12 | 8  | 10 | 48 | 43 | +5   |
| 9    | Voorwaarts Tienen       | 29  | 30 | 10 | 9  | 11 | 46 | 55 | -9   |
| 10   | R. Stade Louvaniste     | 28  | 30 | 11 | 6  | 13 | 43 | 53 | -10  |
| 11   | R. FC Bressoux          | 27  | 30 | 11 | 5  | 14 | 54 | 61 | -7   |
| 12   | AS Herstalienne SR      | 25  | 30 | 10 | 5  | 15 | 48 | 54 | -6   |
| 13   | K. Daring Club Leuven   | 24  | 30 | 9  | 6  | 15 | 53 | 65 | -12  |
| 14   | R. Racing FC Montegnée  | 22  | 30 | 8  | 6  | 16 | 47 | 66 | -19  |
| 15   | K. Patria FC Tongeren   | 18  | 30 | 4  | 10 | 16 | 39 | 73 | -34  |
| 16   | R. Stade Waremmien FC   | 16  | 30 | 4  | 8  | 18 | 26 | 58 | -32  |

### Classement final - Division 3B
| Rang | Équipe                       | Pts | J  | G  | N  | P  | Bp | Bc | Diff |
| ---- | ---------------------------- | --- | -- | -- | -- | -- | -- | -- | ---- |
| 1    | R. RC TOURNAISIEN            | 42  | 30 | 19 | 4  | 7  | 66 | 41 | +25  |
| 2    | K. SC Eendracht Alost        | 40  | 30 | 17 | 6  | 7  | 60 | 27 | +33  |
| 3    | R. CS Brugeois               | 40  | 30 | 17 | 6  | 7  | 62 | 32 | +30  |
| 4    | K. AV Dendermonde            | 39  | 30 | 16 | 7  | 7  | 57 | 29 | +28  |
| 5    | SV Waregem                   | 37  | 30 | 14 | 9  | 7  | 67 | 45 | +22  |
| 6    | R. AA Louviéroise            | 37  | 30 | 16 | 5  | 9  | 55 | 40 | +15  |
| 7    | R. FC Renaisien              | 34  | 30 | 12 | 10 | 8  | 61 | 49 | +12  |
| 8    | R. CS Schaerbeek             | 32  | 30 | 13 | 6  | 11 | 47 | 51 | -4   |
| 9    | R. SC Boussu-Bois            | 27  | 30 | 9  | 9  | 12 | 40 | 51 | -11  |
| 10   | R. CS La Forestoise          | 26  | 30 | 10 | 6  | 14 | 53 | 50 | +3   |
| 11   | R. AEC Mons                  | 26  | 30 | 11 | 4  | 15 | 45 | 55 | -10  |
| 12   | R. US Tournaisienne          | 25  | 30 | 10 | 5  | 15 | 36 | 61 | -25  |
| 13   | SK Beveren-Waes              | 22  | 30 | 7  | 8  | 15 | 42 | 64 | -22  |
| 14   | K. FC Vigor Hamme            | 21  | 30 | 8  | 5  | 17 | 46 | 65 | -19  |
| 15   | K. VG Ostende                | 17  | 30 | 4  | 9  | 17 | 35 | 66 | -31  |
| 16   | R. Excelsior AC Sint-Niklaas | 15  | 30 | 4  | 7  | 19 | 37 | 83 | -46  |

## Récépitulatif  la saison
- Champion A: K. FC Herentals (2e titre en D3)
- Champion B: R. RC Tournaisien (3e titre en D3)

- Dix-huitième titre de D3 pour la Province d'Anvers
- Onzième titre de D3 pour la Province de Hainaut

| Région flamande (16)            | Région flamande (16) | Province de Brabant (5)      | Province de Brabant (5) | Région wallonne (11)   | Région wallonne (11) |
| ------------------------------- | -------------------- | ---------------------------- | ----------------------- | ---------------------- | -------------------- |
| Province d'Anvers               | 4                    | Région de Bruxelles-Capitale | 2                       | Province de Hainaut    | 5                    |
| Province de Flandre-Occidentale | 3                    | Province du Brabant flamand  | 3                       | Province de Liège      | 5                    |
| Province de Flandre-Orientale   | 6                    | Province du Brabant wallon   | 0                       | Province de Luxembourg | 0                    |
| Province de Limbourg            | 3                    |                              |                         | Province de Namur      | 1                    |

1. ↑  Au niveau footballistique, la province de Brabant est toujours unitaire malgré sa partition territoriale en 1995.

### Admission / Relégation
Herentals et le Racing Tournai sont promus en Division 2, où ils remplacent le Racing de Gand et Izegem.

Le Patria Tongres, le VG Ostende, l'Excelsior St-Nocolas/Waas et Waremme sont relégués en Promotion, d'où sont promus Waaslandia Burcht, le CS Hallois, le SCUP Jette et Mol Sport.

## Débuts en Division 3
Aucun club ne joue pour la première fois au 3e niveau national du football belge.